# 新城市立作手中学校
新城市立作手中学校（しんしろしりつ つくでちゅうがっこう）は、愛知県新城市作手高里にある公立中学校。略称は「作中」。2010年（平成22年）には愛知県立作手高等学校（現・愛知県立新城有教館高等学校作手校舎）との中高連携一貫教育を開始した。

## 沿革

### 前身の学校
- 1947年（昭和22年） - 南設楽郡作手村に作手村立作手第一中学校（後の作手村立作手中央中学校）が開校。
- 1947年（昭和22年） - 作手村立作手第二中学校（後の作手村立作手北中学校）が開校。
- 1947年（昭和22年） - 作手村立作手第三中学校（後の作手村立作手南中学校）が開校。

### 作手中学校
- 1962年（昭和37年）4月1日 - 作手中央中学校と作手北中学校が統合され、作手村立作手中学校が開校。1962年度の全校生徒数は365人。
- 1974年（昭和49年） - 作手中学校が作手南中学校を統合。作手村は1村1中学校の自治体となる。
- 2005年（平成17年）10月1日 - 作手村が新城市や鳳来町と合併したことで新城市立作手中学校に改称。
- 2010年（平成22年） - 愛知県立作手高等学校（現・愛知県立新城有教館高等学校作手校舎）との中高連携一貫教育を開始。

## 通学区域
2013年以後
- 新城市立作手小学校（以下の4小学校が統合されて開校）

2013年以前
- 新城市立菅守小学校
- 新城市立開成小学校
- 新城市立巴小学校
- 新城市立協和小学校

## アクセス
- 新城市Sバス 作手高里バス停下車